# Guillaume de Hesse-Philippsthal-Barchfeld (1905-1942)
Guillaume de Hesse-Philippsthal-Barchfeld, né le 1er mars 1905 à Rotenburg et mort au combat le 30 avril 1942, selon les sources à Bieloï Viasmar en Russie ou à Gór en Hongrie, est le fils du prince Clovis de Hesse-Philippsthal-Barchfeld, landgrave de la maison du même nom.

## Biographie
Guillaume de Hesse-Philippsthal-Barchfeld est le fils de Clovis de Hesse-Philippsthal-Barchfeld, landgrave de Hesse-Philippsthal-Barchfeld, et de son épouse, née princesse Caroline de Solms-Hohensolms-Lich. Il meurt avant ses parents.
Il épouse le 30 janvier 1933 à Tabarz la princesse Marianne de Prusse (1913-1983), fille du prince Frédéric-Guillaume de Prusse et de Agatha von Holenlohe-Schillingfürst. Elle était l'arrière-arrière-petite-fille de Frédéric-Guillaume III de Prusse et du Roi Guillaume Ier des Pays-Bas.
De cette union sont issus :
- prince Guillaume de Hesse-Philippsthal-Barchfeld (1933-), dont postérité
- Prince Hermann de Hesse-Philippsthal-Barchfeld (21 août 1935 - 18 mai 2019), marié en 1962 avec la comtesse Monika Strachwitz von Gross-Zauche und Camminetz, dont postérité ;
- Princesse Johanna de Hesse-Philippsthal-Barchfeld (1937-), mariée dont postérité.